# 千島歯舞諸島居住者連盟
公益社団法人千島歯舞諸島居住者連盟（ちしまはぼまいしょとうきょじゅうしゃれんめい）は、北方領土の復帰等の解決促進、及び北方四島元居住者等の福祉の増進を図ることを目的に設立された。元内閣府所管。

## 概要
- 所在：北海道札幌市中央区北1条東1丁目2番地 明治安田生命札幌北一条東ビル5F
- 設立:1958年7月31日
- 理事長：松本侑三
- 目的：北方領土の復帰等の解決促進、及び北方四島元居住者等の福祉の増進

## 沿革
- 1950年11月 - 千島及び歯舞諸島復帰懇請同盟を結成。
- 1955年5月 - 千島列島居住者連盟を発足。
- 1958年6月 - 千島列島居住者連盟を発展的に解消、「社団法人千島歯舞諸島居住者連盟」創立発起人総会を開催。
- 1958年7月 - 社団法人千島歯舞諸島居住者連盟を発足。
- 2013年4月 - 公益認定により「公益社団法人 千島歯舞諸島居住者連盟」として移行設立。
- 2023年4月21日 - ロシア連邦検察庁（ロシア語版）から「好ましからざる団体」に指定された。同庁は千島連盟の活動が「ロシアの領土一体性の侵害を目的としており、ロシアの憲法秩序と安全保障の基盤に脅威をもたらしている」と主張[1]。